# Степан-Ёль
Степан-Ёль (устар. Степан-Ель) — река в Приуральском районе Ямало-Ненецкого автономного округа. Устье реки находится на 170-м км правого берега реки Собтыёган. Длина реки 19 км.

## Данные водного реестра
По данным государственного водного реестра России относится к Нижнеобскому бассейновому округу, водохозяйственный участок реки — Обь от впадения реки Северная Сосьва до города Салехард, речной подбассейн реки — бассейны притоков Оби ниже впадения Северной Сосьвы. Речной бассейн реки — (Нижняя) Обь от впадения Иртыша.